# ラファエル・ドリス
ラファエル・ホセ・ドリス・エルナンデス（Rafael Jose Dolis Hernandez、1988年1月10日 - ）は、ドミニカ共和国ラ・ロマーナ州ラ・ロマーナ出身のプロ野球選手（投手）。右投右打。阪神タイガース所属。

## 経歴

### プロ入りとカブス時代
ディビナ・プロビデンシア高等学校卒業後の2004年に、アマチュアFAでシカゴ・カブスと契約してプロ入り。
2006年、アリゾナリーグ（ルーキー級）に加盟する傘下球団のアリゾナリーグ・カブスでプロデビューを果たした。
2008年シーズンは怪我で棒に振ったものの、2010年にサザンリーグのAA級テネシー・スモーキーズまで昇格した。
2011年にメジャー初昇格を果たし、9月26日のサンディエゴ・パドレス戦で6回途中に2番手投手としてMLB公式戦デビュー。1回1/3を投げて無失点に凌ぐとともに、オーランド・ハドソンからMLB初の奪三振を記録したが、この試合に登板しただけでシーズンを終えた。
2012年はMLB公式戦34試合に登板し初勝利を挙げたが、公式戦通算では2勝4敗、防御率6.39という成績にとどまった。
2013年はMLB公式戦5試合の登板にとどまり、10月9日付でFAになった。

### ジャイアンツ傘下時代
2013年12月にサンフランシスコ・ジャイアンツとマイナー契約を結んだ。
2014年は傘下のAAA級フレズノ・グリズリーズに所属したが、リーグ戦4試合に登板しただけで5月26日に解雇された。

### タイガース傘下時代
2014年12月にデトロイト・タイガースとマイナー契約を結んだ。
2015年は傘下のAAA級トレド・マッドヘンズで43試合に登板。7勝5敗、防御率4.61を記録した。オフの11月6日にFAとなった。

### 第一次阪神時代
2016年1月18日にNPBの阪神タイガースと契約した。背番号は98。先に契約したマルコス・マテオと同じく、前年まで在籍した呉昇桓に代わる抑え投手候補として獲得した。

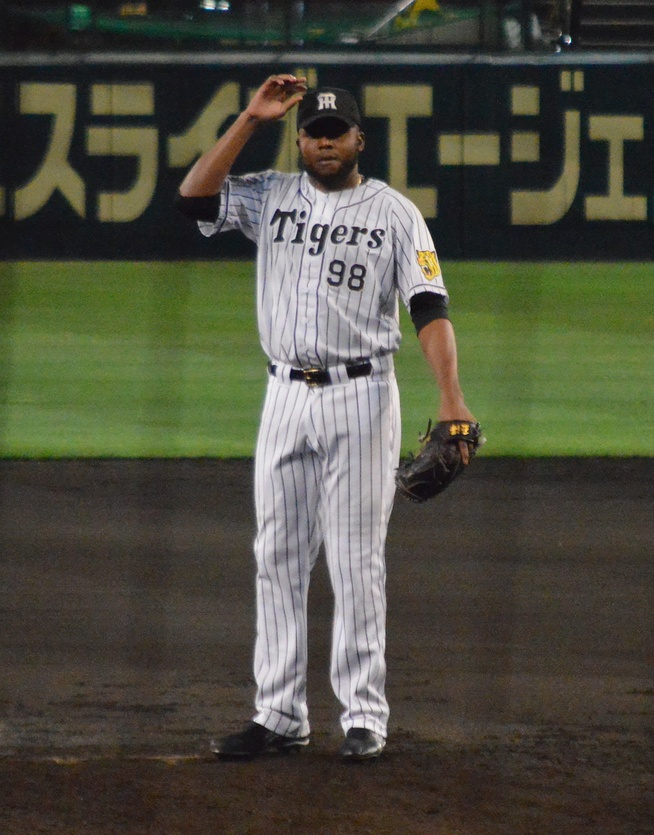
第一次阪神時代（2016年、阪神甲子園球場にて）

入団後はオープン戦まで抑えの座をマテオと争った。しかし、一軍へ同時に登録できる外国人選手に関するNPBの規定（最大4名）との兼ね合いから、開幕は二軍で迎える。一軍でセットアッパーを務めていた福原忍や、開幕から一軍に入っていた新外国人野手のマット・ヘイグがいずれも不振に陥ったことを受けて、4月19日にNPB移籍後初の出場選手登録で一軍に昇格した。昇格後は抑えのマテオにつなぐセットアッパーとして、一軍公式戦15試合の登板で1勝2敗5ホールドを記録。5月には、3連投などによる登板過多の影響で救援失敗が続いたため、「休養が必要」という首脳陣の判断で5月19日に登録を抹消された。抹消中にマテオが右肩の関節炎で戦列を離れたことから、5月31日に再登録。再登録後は主に抑えを務めていたが、右肘を悪くしたため7月31日に再び登録を抹消された。その後は一軍へ復帰できないまま、9月24日に右肘の診察と治療のためドミニカへ帰国。結局、一軍公式戦33試合登板で、3勝3敗8セーブ9ホールド、防御率2.12という成績でシーズンを終えた。
帰国後の10月に右肘の手術を受けたため、阪神はシーズン中の実績を高く評価しつつ術後の状態を慎重に考慮。マテオの残留とロマン・メンデスの獲得を決めた一方で、11月30日までにNPBへ提出する契約保留選手名簿からドリスを外した。12月2日付でNPBから自由契約選手として公示されたが、阪神は公示後もドリスへの調査を続けた。
2017年はドリスの右肘が実戦で投げられる状態まで回復していることを、球団関係者が1月にドミニカ共和国で確認。ドリス自身も、2月16日から沖縄での阪神の春季キャンプに参加している。2月22日には、テストを兼ねて紅白戦に救援登板。1回を投げて1点を失ったが、ストレートで最速153km/hを記録したことから、試合後には球団と正式に再契約を結んだ。契約期間は1年で、前年に続いて背番号98を着用。一軍公式戦の開幕から抑えを務めると、4月の1か月間で（9登板試合連続セーブを含む）10セーブを挙げたことによって、藤川球児と呉が保持する球団の月間最多セーブ記録に並んだ。以降も抑えとしてフル回転し、8月23日の対東京ヤクルトスワローズ戦（明治神宮野球場）ではシーズン初の複数回（2回）を投げた末に、球団史上3人目のシーズン30セーブを達成した。最終的に、セントラル・リーグトップの37セーブでチームのクライマックスシリーズ（CS）進出へ貢献するとともに、同リーグ最多セーブ投手のタイトルを初めて獲得した。シーズン終了後に、大幅な昇給（推定年俸1億2500万円）を伴った1年契約でチームへ残留。
2018年は万全の状態で春季一軍キャンプに最初から参加すると、前年に続いて開幕から抑えに起用。一軍公式戦55試合の登板で32セーブを挙げたが、来日後ワーストの7敗と4被本塁打を喫するなど、通算防御率2.85ながら勝負どころでの救援失敗が相次いだ。特に同点時での登板で打ち込まれる場面が非常に多く、7敗のうちの6敗を喫していた。前述した契約保留選手名簿の提出期限（11月30日）までに翌2019年までの契約がまとまらなかったことから、12月2日付でNPBから自由契約選手として公示されたが、12月12日には1年契約で残留することが球団から発表された。
2019年は救援要員としてピアース・ジョンソンが入団したが、自身は抑えとしてレギュラーシーズンの開幕を迎えた。4月24日の対DeNA戦（横浜）でシーズン4個目のセーブを挙げたことによって、阪神在籍中の一軍公式戦通算セーブ数が81に達したため、呉昇桓が保持していた阪神の外国人投手による公式戦の通算最多セーブ記録（80）を更新した。その後も8月下旬まで1点台の防御率を維持していたが、実際には交流戦の期間中から救援の失敗が続出。球団が打線を強化すべく7月にヤンガービス・ソラーテを獲得したことも重なって、同月26日にソラーテと入れ替わる格好で出場選手登録を抹消された。8月20日からソラーテに代わって再び昇格したが、抹消前までセットアッパーを務めていた藤川が抑えとして7セーブを挙げていたため、ドリスはセットアッパーに転向したうえでチームの2年ぶりCS進出に貢献した。レギュラーシーズンでは、一軍公式戦56試合に登板。5勝4敗19セーブ10ホールド、NPB移籍後最高の防御率2.11という成績を残したほか、CSでもDeNAとのファーストステージ（横浜）全3試合および、巨人とのファイナルステージ（東京ドーム）1試合に登板した。契約保留者名簿の提出期限（11月30日）までに翌年の契約で合意に至らなかったため、12月2日付でNPBから自由契約選手として公示。ドリス自身はCS直後の時点で阪神への残留を希望していたが、在籍中の実績をMLB球団から高く評価されていたこともあって、結局は阪神を退団した。

### ブルージェイズ時代
2020年2月5日に、トロント・ブルージェイズと契約した。推定年俸100万ドルの1年契約で、2年目の契約に関する選択権（オプション）を球団が保有する条項も設けられた。背番号は41。7月24日のタンパベイ・レイズとのシーズン開幕戦で7年ぶりのMLB公式戦登板を果たすと、MLBでは2012年以来8シーズンぶりのホールドを記録した。シーズン全体では、MLB公式戦24試合の登板で、2勝2敗5セーブ7ホールド、防御率1.50を記録。シーズン終了後の10月30日には、球団が上記のオプションを行使することによって、推定年俸150万ドルという条件でチームに残留することが発表された。
2021年は、開幕後の5月9日に右腓腹筋の痛みで故障者リスト入り。さらに、6月17日にも右手中指の張りで再び故障者リスト入りした。このシーズンは39試合に登板するも不安定な投球が続き、防御率5.63と結果を残せず、8月17日にDFAとなり、21日にマイナー契約となって傘下のAAA級バッファロー・バイソンズへ送られた。10月4日にFAとなった。

### ホワイトソックス傘下時代
2022年5月2日にホワイトソックスとマイナー契約を結んだことが報道された。しかし、メジャー昇格のないまま9月8日に解雇された。

### プエブラ・パロッツ時代
2023年の1月13日に、メキシカンリーグのペリコス・デ・プエブラ（プエブラ・パロッツ）と契約した。

### 高知ファイティングドッグス時代
2024年4月8日に四国アイランドリーグplusの高知ファイティングドッグスに入団することが発表された。背番号は98。なお、高知球団公式サイトの登録名は姓と名の順である「ドリス・ラファエル」となっている。シーズン終了前の9月1日に、同日の対愛媛マンダリンパイレーツ戦での帯同を最後に帰国することが高知球団から発表された。同日の試合では3番手の投手として9回の1イニングに登板した。同年は21試合に登板し、1勝3敗1ホールド5セーブ、防御率2.50を記録。古巣・阪神が獲得調査していることが報じられた。
2025年3月7日、高知球団はドリスとの契約を更改したことを発表した。4月18日にチームに再合流。5月27日に阪神甲子園球場で実施された、独立リーグ連合チーム（高知のほか、徳島インディゴソックス・富山GRNサンダーバーズ・石川ミリオンスターズ）対阪神二軍との交流試合（甲子園）に参加し、6回に6番手として登板。観客席からは大きな拍手が送られ、前川右京を含む三者凡退に抑えた。

### 第二次阪神時代
2025年7月22日、阪神タイガースはドリスの再獲得を発表した。背番号は85。推定年俸は10万ドル（約1400万円）。チーム合流後は二軍で2試合に登板しいずれも無失点。31日に一軍に合流すると、同日の対広島戦の9回に5番手として登板。約6年ぶりにNPB一軍のマウンドに立った（1回無失点）。8月9日のヤクルト戦（京セラドーム大阪）では復帰後初ホールドを、同19日の中日戦（京セラドーム大阪）では復帰後初勝利を挙げた。

## 投球スタイル
最速102mph（約164km/h）を記録する速球（フォーシーム、ツーシーム）と、フォーク、スプリットを投げる。阪神時代に記録した161km/hは、2017年8月29日の対ヤクルト戦（甲子園）9回表に左打者・山崎晃大朗の内角へ投じたストレートで計測したもの（カウントはボール）で、当時の球団史上最速（NPBの一軍公式戦に登板した投手では歴代3位タイ）記録にもなった（退団翌年の2020年に藤浪晋太郎が162km/hで球団記録を更新）。
阪神入団後は2017年シーズンまで被本塁打が少なく、NPB一軍公式戦に通算で97試合に登板しながら、88試合目の登板だった9月5日の広島東洋カープ戦で安部友裕にサヨナラ2点本塁打を打たれるだけにとどめていた。しかし、翌2018年シーズンには、被本塁打が4本に急増。9月17日の横浜DeNAベイスターズ戦（横浜）では、延長10回裏にネフタリ・ソトから来日2度目のサヨナラ本塁打（2点本塁打）を打たれた。このサヨナラ負けによって、チームはセ・リーグでDeNAとの同率5位から単独最下位へ転落。後に一時5位へ浮上したものの、チーム17年ぶりの最下位でシーズンを終えている。

## 人物
日本球界でのプレーを決意したのは、カブス時代の2013年に海外FA権の行使によって阪神から移籍してきた藤川との間で質疑応答を繰り返したことがきっかけだった。阪神への入団記者会見では、「日本や日本人に関する質問に対して、藤川は真摯に答えてくれた。藤川の話を聞いたことをきっかけに、このように人柄の素晴らしい投手がいる日本でのプレーが、自分にとって一つの夢になった」と語った。なお、藤川も2015年11月に阪神へ復帰したため、2016年からは同球団で再びチームメイトになっている。2017年4月には、藤川がカブスへの移籍前に2度達成した前述の阪神球団記録（NPB一軍公式戦月間10セーブ）を、ドリスも記録している。2025年にドリスは阪神に復帰したが、その際の監督は藤川であり、藤川とは「監督と選手」の関係になった。
ドレッドヘアがトレードマークであり、試合中には髪の毛をまとめるために帽子の下に水泳帽を被っている。

## 詳細情報

### 年度別投手成績
| 年 度    | 球 団    | 登 板 | 先 発 | 完 投 | 完 封 | 無 四 球 | 勝 利 | 敗 戦 | セ 丨 ブ | ホ 丨 ル ド | 勝 率 | 打 者 | 投 球 回 | 被 安 打 | 被 本 塁 打 | 与 四 球 | 敬 遠 | 与 死 球 | 奪 三 振 | 暴 投 | ボ 丨 ク | 失 点 | 自 責 点 | 防 御 率 | W H I P |
| -------- | -------- | ----- | ----- | ----- | ----- | -------- | ----- | ----- | -------- | ----------- | ----- | ----- | -------- | -------- | ----------- | -------- | ----- | -------- | -------- | ----- | -------- | ----- | -------- | -------- | ------- |
| 2011     | CHC      | 1     | 0     | 0     | 0     | 0        | 0     | 0     | 0        | 0           | -     | 4     | 1.1      | 0        | 0           | 1        | 0     | 0        | 1        | 0     | 0        | 0     | 0        | 0.00     | 0.75    |
| 2012     | CHC      | 34    | 0     | 0     | 0     | 0        | 2     | 4     | 4        | 3           | .333  | 173   | 38.0     | 40       | 5           | 23       | 1     | 3        | 24       | 1     | 0        | 29    | 27       | 6.39     | 1.66    |
| 2013     | CHC      | 5     | 0     | 0     | 0     | 0        | 0     | 0     | 0        | 0           | -     | 21    | 5.0      | 3        | 0           | 2        | 0     | 0        | 0        | 0     | 0        | 2     | 0        | 0.00     | 1.00    |
| 2016     | 阪神     | 34    | 0     | 0     | 0     | 0        | 3     | 3     | 8        | 9           | .500  | 138   | 34.0     | 19       | 0           | 16       | 1     | 2        | 36       | 1     | 0        | 11    | 8        | 2.12     | 1.03    |
| 2017     | 阪神     | 63    | 0     | 0     | 0     | 0        | 4     | 4     | 37       | 5           | .500  | 259   | 63.0     | 53       | 1           | 17       | 1     | 1        | 85       | 8     | 0        | 22    | 19       | 2.71     | 1.11    |
| 2018     | 阪神     | 55    | 0     | 0     | 0     | 0        | 1     | 7     | 32       | 4           | .125  | 229   | 53.2     | 50       | 4           | 17       | 1     | 2        | 56       | 3     | 0        | 22    | 17       | 2.85     | 1.25    |
| 2019     | 阪神     | 56    | 0     | 0     | 0     | 0        | 5     | 4     | 19       | 10          | .556  | 213   | 55.1     | 36       | 1           | 11       | 2     | 1        | 50       | 7     | 0        | 16    | 13       | 2.11     | 0.85    |
| 2020     | TOR      | 24    | 0     | 0     | 0     | 0        | 2     | 2     | 5        | 7           | .500  | 100   | 24.0     | 16       | 1           | 14       | 0     | 1        | 31       | 3     | 0        | 9     | 4        | 1.50     | 1.25    |
| 2021     | TOR      | 39    | 0     | 0     | 0     | 0        | 2     | 3     | 3        | 3           | .400  | 156   | 32.0     | 29       | 2           | 27       | 2     | 3        | 39       | 4     | 1        | 21    | 20       | 5.63     | 1.75    |
| MLB：5年 | MLB：5年 | 103   | 0     | 0     | 0     | 0        | 6     | 9     | 12       | 13          | .400  | 454   | 100.1    | 22       | 2           | 67       | 3     | 7        | 95       | 8     | 1        | 61    | 51       | 4.57     | 1.55    |
| NPB:4年  | NPB:4年  | 208   | 0     | 0     | 0     | 0        | 13    | 18    | 96       | 28          | .419  | 839   | 206.0    | 158      | 6           | 61       | 5     | 6        | 227      | 19    | 0        | 71    | 57       | 2.49     | 1.06    |

- 2021年度シーズン終了時
- 各年度の太字はリーグ最高

### 年度別守備成績
| 年 度 | 球 団 | 投手（P） | 投手（P） | 投手（P） | 投手（P） | 投手（P） | 投手（P） |
| 年 度 | 球 団 | 試 合     | 刺 殺     | 補 殺     | 失 策     | 併 殺     | 守 備 率  |
| ----- | ----- | --------- | --------- | --------- | --------- | --------- | --------- |
| 2011  | CHC   | 1         | 1         | 0         | 0         | 0         | 1.000     |
| 2012  | CHC   | 34        | 0         | 4         | 1         | 1         | .800      |
| 2013  | CHC   | 5         | 0         | 0         | 0         | 0         | .---      |
| 2016  | 阪神  | 34        | 0         | 6         | 1         | 0         | .857      |
| 2017  | 阪神  | 63        | 5         | 9         | 2         | 0         | .875      |
| 2018  | 阪神  | 55        | 4         | 12        | 3         | 0         | .842      |
| 2019  | 阪神  | 56        | 2         | 9         | 4         | 0         | .733      |
| 2020  | TOR   | 24        | 0         | 2         | 1         | 0         | .667      |
| MLB   | MLB   | 64        | 1         | 6         | 2         | 1         | .788      |
| NPB   | NPB   | 208       | 11        | 36        | 10        | 0         | .825      |

- 2020年度シーズン終了時
- 各年度の太字はリーグ最高

### タイトル
NPB
- 最多セーブ投手：1回（2017年）

### 記録

#### 初記録
投手記録
- 初登板：2011年9月26日、対サンディエゴ・パドレス戦（ペトコ・パーク）、6回裏に2番手で救援登板、1回1/3無失点[1][2][4]
- 初奪三振：同上、7回裏にオーランド・ハドソンから空振り三振[4]
- 初ホールド：2012年4月7日、対ワシントン・ナショナルズ戦（リグレー・フィールド）、7回表に2番手で救援登板、1回無失点[69][70]
- 初セーブ：2012年4月27日、対フィラデルフィア・フィリーズ戦（シチズンズ・バンク・パーク）、8回裏に3番手で救援登板・完了、2回無失点[1][69][71]

#### NPB
投手記録
- 初登板：2016年4月19日、対東京ヤクルトスワローズ4回戦（阪神甲子園球場）、9回表に5番手で救援登板・完了、1回無失点
- 初奪三振：同上、9回表に雄平から空振り三振
- 初ホールド：2016年4月22日、対広島東洋カープ4回戦（MAZDA Zoom-Zoom スタジアム広島）、8回裏二死に5番手として救援登板、1/3回を無失点
- 初勝利：2016年5月1日、対横浜DeNAベイスターズ8回戦（阪神甲子園球場）、8回表に3番手で救援登板、1回無失点
- 初セーブ：2016年6月11日、対北海道日本ハムファイターズ2回戦（札幌ドーム）、9回裏に3番手で救援登板・完了、1回無失点

打撃記録
- 初打席：2016年7月13日、対東京ヤクルトスワローズ13回戦（明治神宮野球場）、11回表にルイス・ペレスから三ゴロ

#### 節目の記録
- 100セーブ：2019年7月21日、対東京ヤクルトスワローズ14回戦（阪神甲子園球場）、9回表に3番手で救援登板・完了、1回無失点

### 背番号
- 66（2011年）
- 48（2012年 - 2013年）
- 98（2016年[8]、2017年2月22日[18] - 2019年、2024年[45] - 2025年7月21日）
- 41（2020年 - 2021年）
- 85（2025年7月22日[54] - ）